# Elcaset

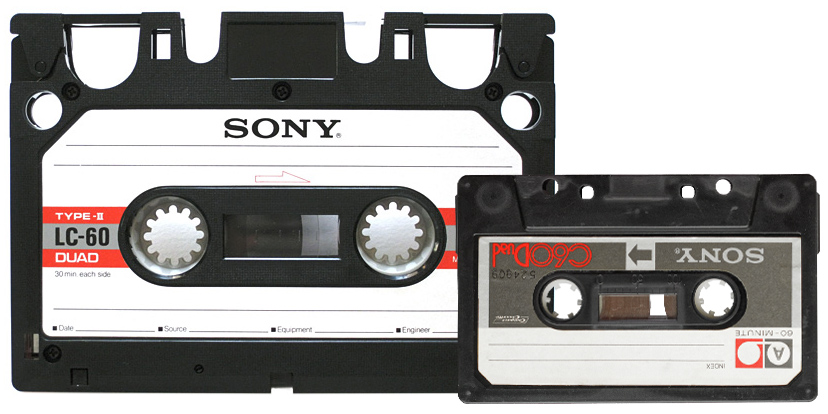
Confronto fra la cassetta a nastro Elcaset (Sony "DUAD" LC-60) e la cassetta compatta standard (Sony "DUAD" C-90)

Elcaset è un dispositivo a memoria magnetica usato per la registrazione e la riproduzione del suono su nastro magnetico.

## Storia

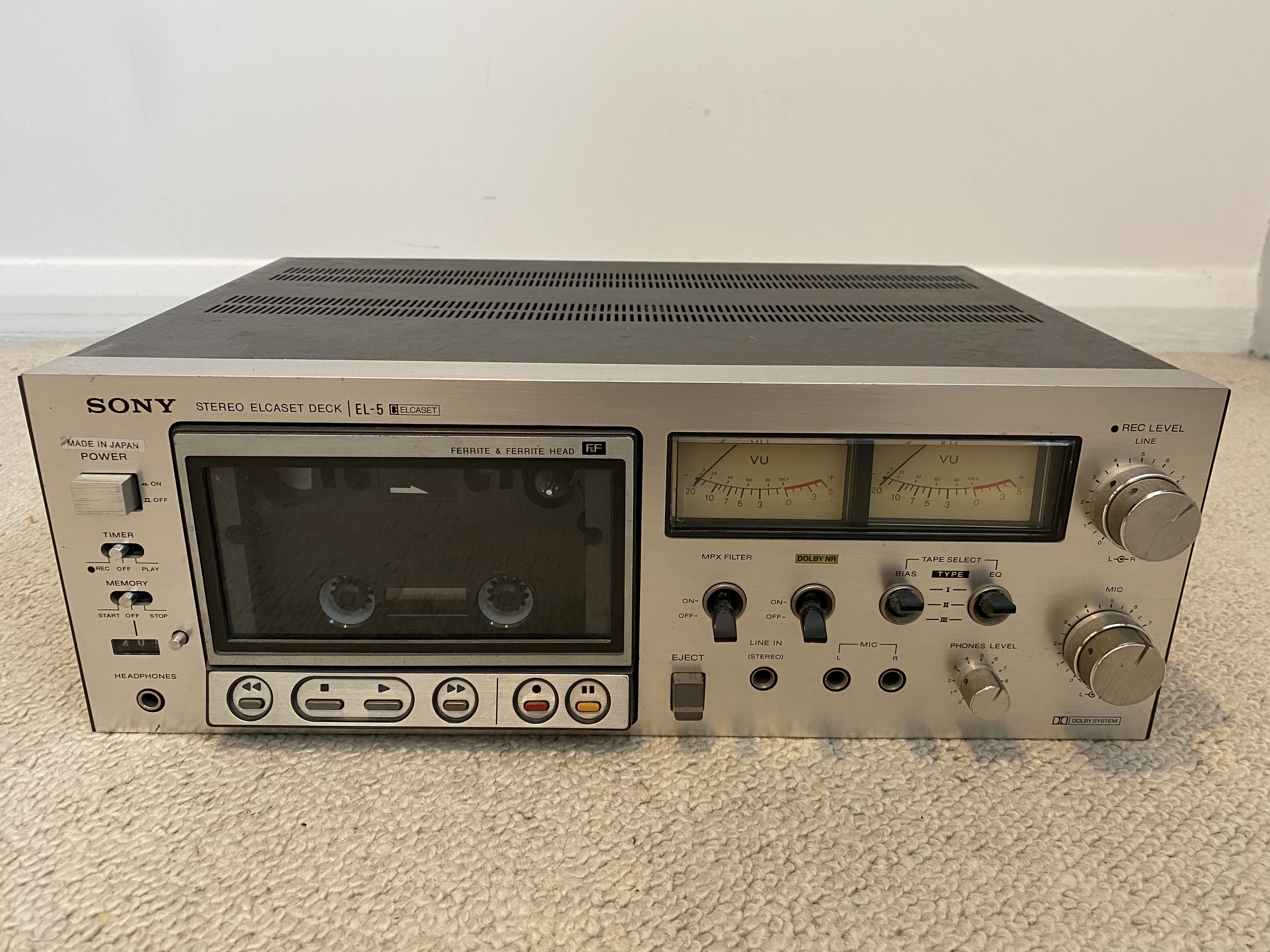
Sony Elcaset EL-5

Venne ideato dalla Sony nel 1976 per cercare di unire alla praticità dell'audiocassetta la qualità delle bobine. Era infatti opinione comune che l'audiocassetta non avrebbe mai raggiunto le prestazioni dei sistemi a bobina ma, al contempo, la cassetta era un sistema di riproduzione di successo grazie alla sua semplicità di utilizzo e di diffusione. Pertanto venne studiato un nuovo formato, il sistema Elcaset, al fine di avere le prestazioni del sistema a bobina con la comodità della cassetta. Il sistema effettivamente raggiunse gli obiettivi ricercati ma non riscosse mai il gradimento del pubblico per via delle dimensioni ingombranti e per il contemporaneo miglioramento delle prestazioni delle cassette normali raggiunto grazie all'uso di nuovi materiali come il biossido di cromo e quindi, dopo pochi anni dal suo arrivo, il sistema fu abbandonato nei primi anni ottanta.

## Descrizione

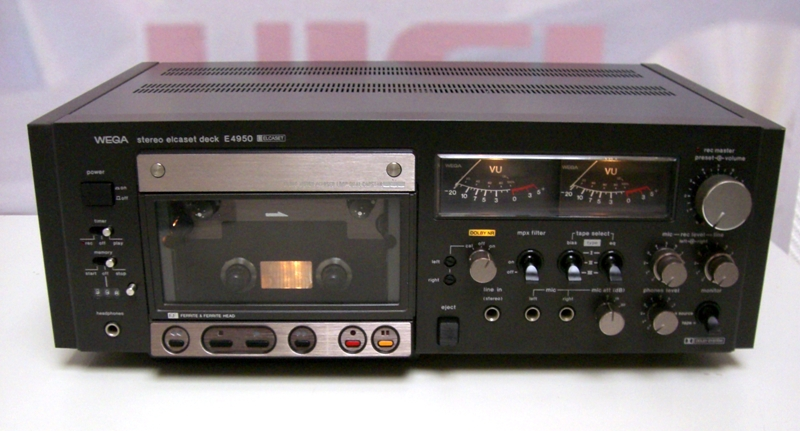
Wega Elcaset E 4950

Il sistema consisteva in una audiocassetta di dimensioni maggiori contenente lo stesso nastro magnetico usato nelle bobine che scorreva ad una velocità di 9.5 cm/s. In tal modo si affiancava alla comodità dell'audiocassetta la qualità del nastro a bobine.
Il nome Elcaset deriva dalla pronuncia di L-Cassette, Large Cassette, ovvero grande cassetta.